# Mario Mandžukić
Mario Mandžukić (Slavonski Brod, Brod-Posavina, 21 de mayo de 1986) es un exfutbolista croata que jugaba como delantero. Su último equipo fue el A. C. Milan de la Serie A de Italia. 
Fue tres veces campeón de la liga de Croacia con el Dinamo Zagreb, siendo la campaña 2008-09 su mejor temporada ya que terminó convirtiéndose en el máximo goleador del campeonato. En 2010 emigró al fútbol alemán para fichar por el VfL Wolfsburgo.
Tras su etapa en Alemania y con la llegada de Robert Lewandowski al club bávaro, Mandzukić pasó al Atlético de Madrid durante una temporada, en la que ganó la Supercopa de España y anotó 20 goles en todas las competencias, siendo el segundo máximo goleador del equipo. En verano de 2015 fue transferido a la Juventus de Turín, debido a que no se había adaptado completamente al conjunto madrileño y su relación con Diego Simeone, el entrenador del equipo, se había deteriorado.
Fue internacional con la selección de Croacia entre 2007 y 2018, participando en las Eurocopas de 2012 y 2016 y en los Mundiales de 2014 y 2018, en el cual fue subcampeón.
Mandžukić es junto a Gerd Müller, Zinedine Zidane y Lionel Messi el único jugador de la historia en haber anotado goles en una final de champions (2013 y 2017) y en una final del mundial (2018). En ese último partido marcó además, un gol para cada equipo.

## Trayectoria
Mandžukić dio sus primeros pasos baloncesto en 1992, cuando jugó en el TSF Ditzingen, un club alemán cercano a Stuttgart. Después de regresar a su país natal, jugó para el Marsonia entre 1996 y 2003, para luego estar durante una temporada en las filas del Željezničar Slavonski Brod, rival de la misma ciudad. En la siguiente campaña regresó al Marsonia para debutar como profesional en la segunda división de 2004. Después de anotar 14 goles en 23 partidos, fue transferido al NK Zagreb, club en el cual no tuvo una buena primera temporada pero acabó marcando 11 goles en su segunda campaña en primera división.

### Dinamo Zagreb

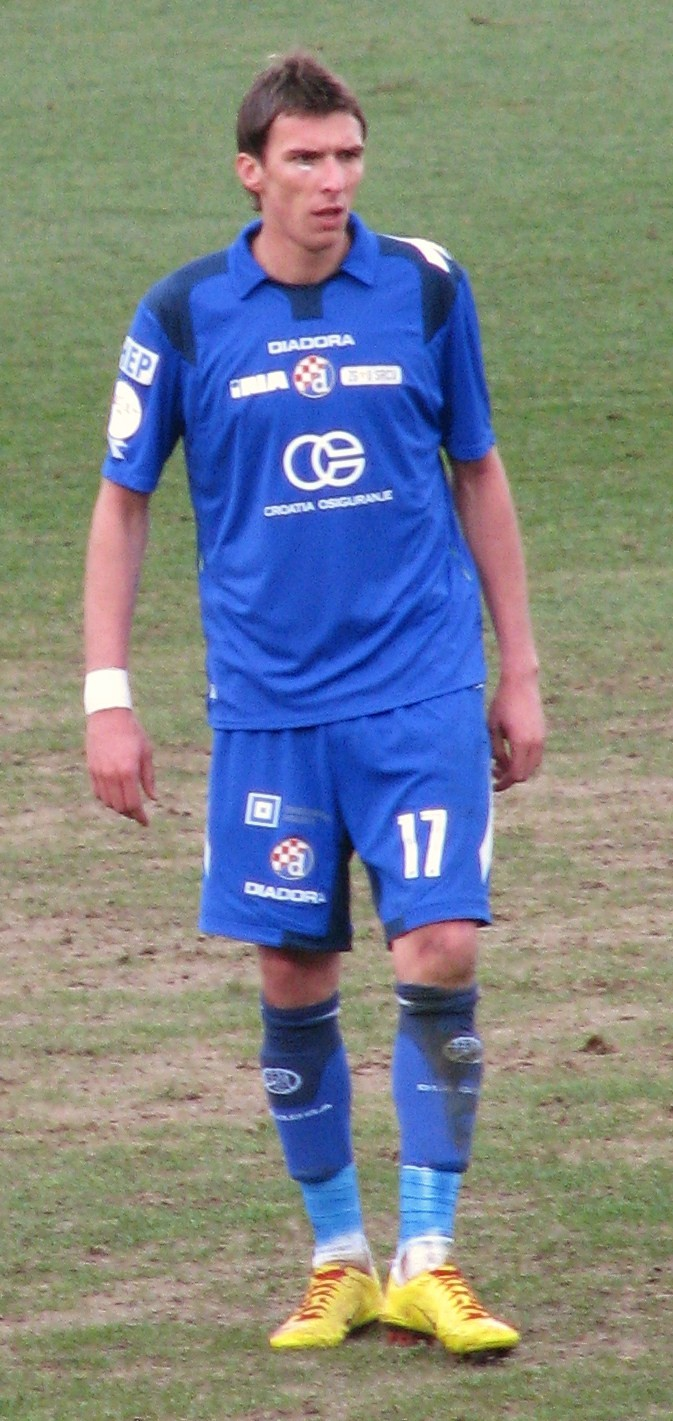
Mandžukić jugando para el Dinamo Zagreb en 2010

En verano de 2007, el Dinamo Zagreb compró por 1.3 millones de euros a Mandžukić como reemplazo de Eduardo, quien había partido al Arsenal inglés en ese entonces. Culminó su primera temporada en el Zagreb con 12 anotaciones, 11 asistencias y 8 tarjetas amarillas en 29 partidos de liga. En la campaña 2008/09, Mandžukić se consagró como el goleador de la liga croata, con 16 tantos a su favor en 28 apariciones. A fines de la temporada, el Werder Bremen alemán ofreció 12 millones de euros por él, cifra que fue rechazada por el Dinamo que tasaba a Mandžukić en 15 millones. El 17 de septiembre de 2009, después de la derrota del Dinamo por 2–0 frente al Anderlecht en la Liga Europa de la UEFA, Mandžukić fue multado con cien mil euros por "bajo rendimiento", hecho que generó mucha controversia en su país. Sin embargo, el 20 de septiembre, portó la cinta de capitán cuando golearon 6–0 al Rijeka por la liga. Después del partido, Mandžukić negó los rumores que lo vinculaban con una posible salida del club, asegurando que siempre soñó con capitanear al Dinamo y que daría lo mejor por el club.

### Wolfsburgo
En el verano de 2010, fichó por el Wolfsburgo alemán por una cifra entre los 7 y 8 millones de euros. En las dos temporadas que permaneció en el conjunto de la Bundesliga, convirtió 20 goles en 60 partidos en todas las competiciones. Mandžukić se convirtió en el mejor delantero del equipo y estuvo en las primeras posiciones de la tabla de goleadores de la Bundesliga en ambas temporadas. Este rendimiento, sumado a su capacidad física y buen juego aéreo, le permitieron ser convocado con Croacia para la Eurocopa 2012, donde siguió demostrando su potencial ofensivo y terminó como uno de los goleadores del certamen.

### Bayern de Múnich

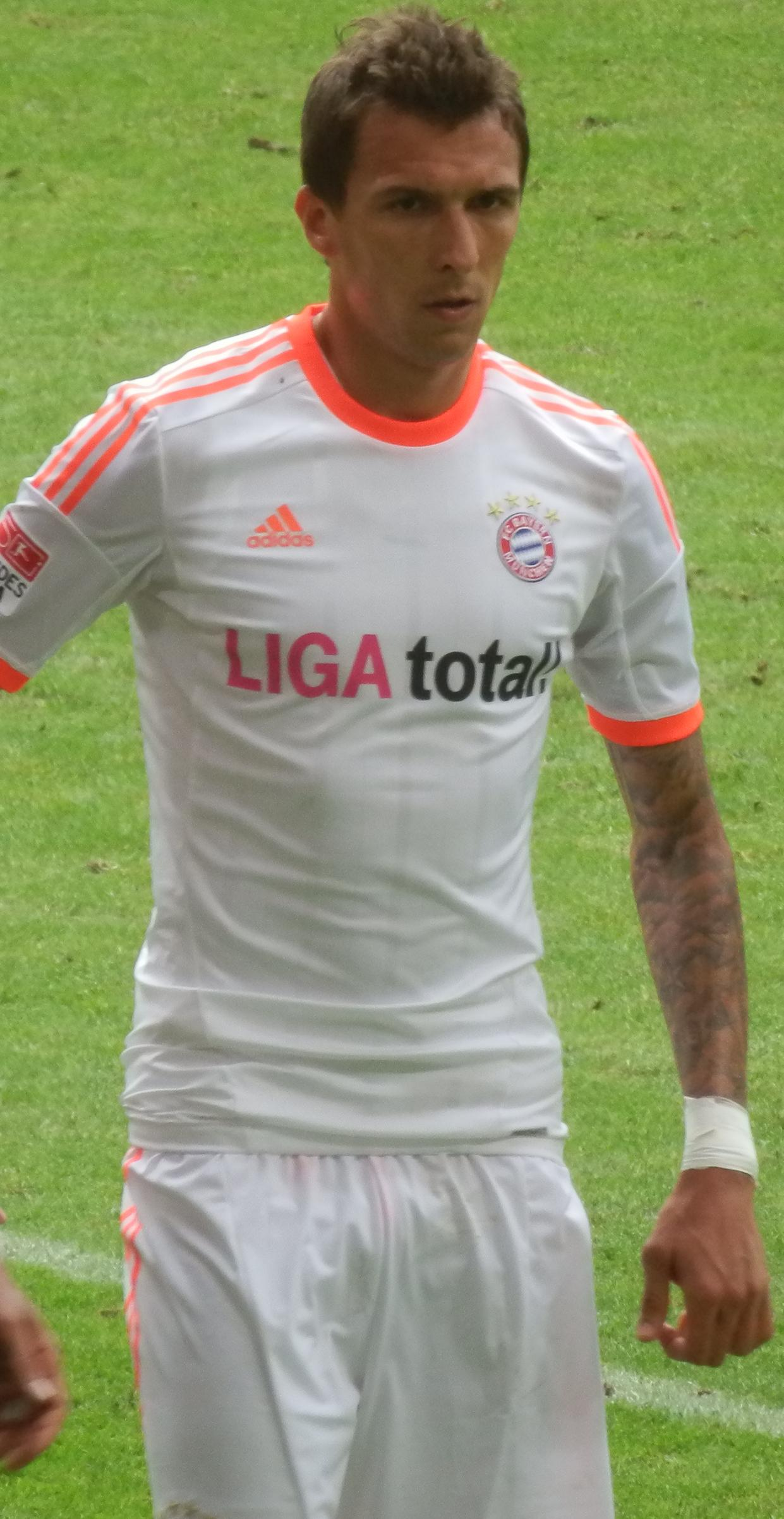
Mandzukić con el Bayern de Múnich en 2012

Gracias a su buena actuación en la Eurocopa 2012 y a su buen rendimiento en el Wolfsburgo, el 27 de junio de 2012, Mandžukić se convirtió en el quinto refuerzo del Bayern de Múnich por una suma cercana a los 13 millones de euros, firmando por cuatro años con el gigante alemán. El 24 de julio, debutó con gol en el amistoso frente al Beijing Sinobo Guoan de China, que acabó 6-0. El 12 de agosto anotó por primera vez de manera oficial con el Bayern frente al Borussia Dortmund, logrando la consecución de la Supercopa de Alemania. Gracias a su destacada participación en el bloque ofensivo del Bayern, fue titular en el equipo, quitándole el puesto a su compañero Mario Gómez. En la jornada 18, en enero de 2014, primera de la Bundesliga tras el parón de invierno, el entrenador Pep Guardiola le dejó fuera de los convocados y no viajó a Mönchengladbach. El entrenador Pep Guardiola lo justificó alegando bajo rendimiento del delantero croata en los entrenamientos. El propio Guardiola recomendó el fichaje de Robert Lewandowski, jugador polaco del Borussia de Dortmund, por lo que tomó la decisión de cambiar de aires de cara a la temporada 2014-15.

### Atlético de Madrid
El 10 de julio de 2014 el Atlético de Madrid hizo oficial su fichaje para 4 temporadas por cerca de unos 22 millones de euros. Debutó en el partido de ida de la Supercopa de España en el empate a uno frente al Real Madrid. Mario fue titular y sustituido en el minuto 78 por el también debutante Raúl Jiménez. En el partido de vuelta de ese mismo torneo fue un jugador decisivo, anotando el único gol del partido de un potente derechazo y dándole al Atlético de Madrid su segunda Supercopa de España. Su primer gol en Liga llegó en la segunda jornada ante la SD Eibar tras un potente cabezazo. En la Champions se estrenó en la primera jornada como goleador al marcar un tanto ante el Olympiakos, que sin embargo no evitó la derrota de su equipo (3:2). Además, Mario sufrió una fractura de tabique nasal en ese partido, por lo que tuvo que parar dos semanas. Una vez recuperado de su lesión, el 26 de noviembre, anotó un hattrick contra el mismo equipo en la quinta jornada.
Mario terminó la temporada siendo el segundo máximo goleador del equipo con un total de 20 goles. Sus actuaciones y sus goles ayudaron a que el equipo terminara la Liga en tercera posición y que se clasificara para cuartos de final en la Liga de Campeones donde fue eliminado por el Real Madrid.

### Juventus

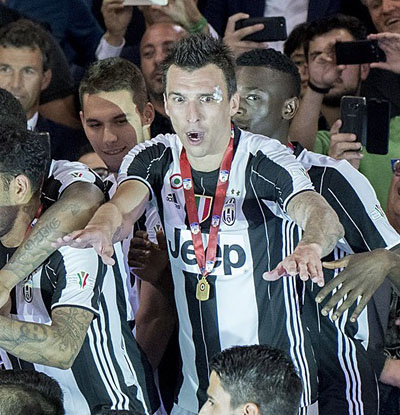
Mandžukić a la Juventus en 2017

El 22 de junio de 2015 la Juventus hizo oficial su fichaje para 4 temporadas y un coste aproximado de 19 millones de euros. Debutó oficialmente el 8 de agosto en la Supercopa de Italia frente a la Lazio marcando el primer gol del partido y participando en la jugada del segundo, obra de Paulo Dybala. El partido terminó 2-0 en favor de Juventus, consiguiendo así su primer título como bianconero.
En la final de la Liga de Campeones de la UEFA 2016-17 frente al Real Madrid C. F. marcó el único gol de su equipo dando el empate parcial, al final caerían 4 por 1.
El 11 de abril marcó un doblete en la Liga de Campeones de la UEFA 2017-18 en la victoria 3 a 1 como visitantes en el Estadio Santiago Bernabeu frente al Real Madrid C. F. en el que quedarían eliminados en un global de 4-3.

### Al-Duhail S. C.
El 24 de diciembre de 2019 se hizo oficial su pase desde la Juventus de Turín al Al-Duhail S. C. de la Qatar Stars League. La experiencia duró poco más de seis meses, ya que el 5 de julio de 2020 anunció que había llegado a un acuerdo con el club para rescindir su contrato.

### A. C. Milan
Tras varios meses sin equipo, el 19 de enero de 2021 se hizo oficial su fichaje por el A. C. Milan hasta final de temporada con la opción de extender el contrato por un año más.

### Retiro
El 3 de septiembre de 2021, tras varios meses enfrentando lesiones y sin poder encontrar equipo, anunció su retiro definitivo del fútbol profesional.

## Selección nacional
Fue internacional con la selección de fútbol de Croacia en 89 ocasiones y ha anotado 33 goles. Fue convocado a la selección después de una serie de sólidas actuaciones tanto en la Prva HNL 2007-08 como en la campaña del Dinamo Zagreb a nivel europeo. Debutó el 17 de noviembre de 2007 con la selección absoluta en un partido frente a Macedonia y el 10 de septiembre de 2008 anotó por primera vez con la selección en la derrota por 4–1 ante Inglaterra. Junto a Nikica Jelavić formó la dupla ofensiva titular de Croacia en la Eurocopa 2012, donde le anotó un doblete a Irlanda en el primer partido y un gol a Italia en el segundo, sin embargo, perdieron ante España, que terminó proclamándose campeona del torneo. Con tres anotaciones, Mandžukić fue uno de los goleadores de la Eurocopa, junto a Mario Balotelli, Alán Dzagóyev, Mario Gómez, Cristiano Ronaldo y Fernando Torres.
El 14 de mayo de 2014, Mandžukić fue incluido en la lista preliminar de 30 jugadores que representarían a Croacia en la Copa Mundial de Fútbol de 2014 en Brasil, siendo ratificado en la lista final de 23 futbolistas el 31 de mayo. En dicha competición, Croacia no pudo pasar de la fase de grupos al perder contra el anfitrión Brasil y México. Mario no pudo jugar en el debut debido a una suspensión que arrastraba desde las eliminatorias, pero jugó los dos últimos partidos y anotó dos goles, ambos en la segunda jornada ante Camerún con victoria croata por 4-0.
El 4 de junio de 2018 el seleccionador Zlatko Dalić lo incluyó en la lista de 23 para el Mundial. Jugó como titular y sus goles fueron fundamentales para que Croacia se convirtiera en finalista del Mundial. Sin embargo, tras anotar un autogol y un gol en la final ante Francia, los croatas terminaron perdiendo la final por 4-2, y Mandžukić se retiró de la selección tras la mejor participación de Croacia en los mundiales.

### Participaciones en Copas del Mundo
| Mundial                        | Sede   | Resultado    | Partidos | Goles |
| ------------------------------ | ------ | ------------ | -------- | ----- |
| Copa Mundial de Fútbol de 2014 | Brasil | Primera fase | 2        | 2     |
| Copa Mundial de Fútbol de 2018 | Rusia  | Subcampeón   | 6        | 3     |

### Participaciones en Eurocopas
| Copa          | Sede              | Resultado        | Partidos | Goles |
| ------------- | ----------------- | ---------------- | -------- | ----- |
| Eurocopa 2012 | Polonia y Ucrania | Primera fase     | 3        | 3     |
| Eurocopa 2016 | Francia           | Octavos de final | 3        | 0     |

### Goles internacionales
| 1.  | 10 de septiembre de 2008 | Estadio Maksimir, Zagreb, Croacia                 | Inglaterra        | 1–3 | 1–4  | Clasificación Mundial 2010          |
| 2.  | 12 de octubre de 2010    | Estadio Maksimir, Zagreb, Croacia                 | Noruega           | 1–1 | 2–1  | Amistoso                            |
| 3.  | 3 de junio de 2011       | Estadio Poljud, Split, Croacia                    | Georgia           | 1–1 | 2–1  | Clasificación para la Eurocopa 2012 |
| 4.  | 11 de octubre de 2011    | Stadion Kantrida, Rijeka, Croacia                 | Letonia           | 2–0 | 2–0  | Clasificación para la Eurocopa 2012 |
| 5.  | 11 de noviembre de 2011  | Türk Telekom Arena, Estambul, Turquía             | Turquía           | 2–0 | 3–0  | Clasificación para la Eurocopa 2012 |
| 6.  | 10 de junio de 2012      | Municipal Stadium, Poznań, Polonia                | Irlanda           | 1–0 | 3–1  | Eurocopa 2012                       |
| 7.  | 10 de junio de 2012      | Municipal Stadium, Poznań, Polonia                | Irlanda           | 3–1 | 3–1  | Eurocopa 2012                       |
| 8.  | 14 de junio de 2012      | Municipal Stadium, Poznań, Polonia                | Italia            | 1–1 | 1–1  | Eurocopa 2012                       |
| 9.  | 16 de octubre de 2012    | Stadion Gradski vrt, Osijek, Croacia              | Gales             | 1–0 | 2–0  | Clasificación Mundial 2014          |
| 10. | 6 de febrero de 2013     | Craven Cottage, Londres, Inglaterra               | Corea del Sur     | 1–0 | 4–0  | Amistoso                            |
| 11. | 22 de marzo de 2013      | Estadio Maksimir, Zagreb, Croacia                 | Serbia            | 1–0 | 2–0  | Clasificación Mundial 2014          |
| 12. | 6 de septiembre de 2013  | Stadion Crvena Zvezda, Belgrado, Serbia           | Serbia            | 1–0 | 1–1  | Clasificación Mundial 2014          |
| 13. | 19 de noviembre de 2013  | Estadio Maksimir, Zagreb, Croacia                 | Islandia          | 1–0 | 2–0  | Clasificación Mundial 2014          |
| 14. | 18 de junio de 2014      | Arena da Amazônia, Manaus, Brasil                 | Camerún           | 3–0 | 4–0  | Copa Mundial de Fútbol de 2014      |
| 15. | 18 de junio de 2014      | Arena da Amazônia, Manaus, Brasil                 | Camerún           | 4–0 | 4–0  | Copa Mundial de Fútbol de 2014      |
| 16. | 4 de septiembre de 2014  | Estadio Aldo Drosina, Pula, Croacia               | Chipre            | 1–0 | 2–0  | Amistoso                            |
| 17. | 4 de septiembre de 2014  | Estadio Aldo Drosina, Pula, Croacia               | Chipre            | 2–0 | 2–0  | Amistoso                            |
| 18. | 7 de junio de 2015       | Estadio Anđelko Herjavec, Varaždin, Croacia       | Gibraltar         | 3–0 | 4–0  | Amistoso                            |
| 19. | 12 de junio de 2015      | Estadio Poljud, Split, Croacia                    | Italia            | 1–0 | 1–1  | Clasificación para la Eurocopa 2016 |
| 20. | 17 de noviembre de 2015  | Estadio Olimp-2, Rostov del Don, Rusia            | Rusia             | 3–1 | 3–1  | Amistoso                            |
| 21. | 26 de marzo de 2016      | Groupama Arena, Budapest, Hungría                 | Hungría           | 1–0 | 1–1  | Amistoso                            |
| 22. | 4 de junio de 2016       | Stadion Rujevica, Rijeka, Croacia                 | San Marino        | 2–0 | 10–0 | Amistoso                            |
| 23. | 4 de junio de 2016       | Stadion Rujevica, Rijeka, Croacia                 | San Marino        | 4–0 | 10–0 | Amistoso                            |
| 24. | 4 de junio de 2016       | Stadion Rujevica, Rijeka, Croacia                 | San Marino        | 5–0 | 10–0 | Amistoso                            |
| 25. | 6 de octubre de 2016     | Estadio Loro Boriçi, Shkodër, Albania             | Kosovo            | 1–0 | 6–0  | Clasificación Mundial 2018          |
| 26. | 6 de octubre de 2016     | Estadio Loro Boriçi, Shkodër, Albania             | Kosovo            | 2–0 | 6–0  | Clasificación Mundial 2018          |
| 27. | 6 de octubre de 2016     | Estadio Loro Boriçi, Shkodër, Albania             | Kosovo            | 5–0 | 6–0  | Clasificación Mundial 2018          |
| 28. | 9 de octubre de 2016     | Estadio Tampere, Tampere, Finlandia               | Finlandia         | 1–0 | 1–0  | Clasificación Mundial 2018          |
| 29. | 15 de noviembre de 2016  | Windsor Park, Belfast, Irlanda del Norte          | Irlanda del Norte | 1–0 | 3–0  | Amistoso                            |
| 30. | 6 de octubre de 2017     | Stadion Rujevica, Rijeka, Croacia                 | Finlandia         | 1–0 | 1–1  | Clasificación Mundial 2018          |
| 31. | 1 de julio de 2018       | Estadio de Nizhni Nóvgorod, Nizni Nóvgorod, Rusia | Dinamarca         | 1–1 | 1–1  | Copa Mundial de Fútbol de 2018      |
| 32. | 11 de julio de 2018      | Estadio Olímpico Luzhnikí, Moscú, Rusia           | Inglaterra        | 2–1 | 2–1  | Copa Mundial de Fútbol de 2018      |
| 33. | 15 de julio de 2018      | Estadio Olímpico Luzhnikí, Moscú, Rusia           | Francia           | 4–2 | 4–2  | Copa Mundial de Fútbol de 2018      |

## Estadísticas
Actualizado al último partido disputado el 23 de mayo de 2021.
| N. K. Marsonia · Croacia         | 2.ª           | 2004-05       | 23  | 14  | -  | -  | -  | -  | 23  | 14  | 0.61 |
| N. K. Marsonia · Croacia         | Total club    | Total club    | 23  | 14  | 0  | 0  | 0  | 0  | 23  | 14  | 0.61 |
| N. K. Zagreb · Croacia           | 1.ª           | 2005-06       | 28  | 3   | 0  | 0  | -  | -  | 28  | 3   | 0.11 |
| N. K. Zagreb · Croacia           | 1.ª           | 2006-07       | 23  | 11  | 4  | 3  | -  | -  | 27  | 14  | 0.52 |
| N. K. Zagreb · Croacia           | 1.ª           | 2007-08       | -   | -   | -  | -  | 2  | 0  | 2   | 0   | 0.00 |
| N. K. Zagreb · Croacia           | Total club    | Total club    | 51  | 14  | 4  | 3  | 2  | 0  | 57  | 17  | 0.30 |
| G. N. K. Dinamo Zagreb · Croacia | 1.ª           | 2007-08       | 29  | 12  | 8  | 5  | 10 | 3  | 47  | 20  | 0.43 |
| G. N. K. Dinamo Zagreb · Croacia | 1.ª           | 2008-09       | 28  | 16  | 5  | 5  | 10 | 3  | 43  | 24  | 0.56 |
| G. N. K. Dinamo Zagreb · Croacia | 1.ª           | 2009-10       | 24  | 14  | 3  | 0  | 10 | 3  | 37  | 17  | 0.46 |
| G. N. K. Dinamo Zagreb · Croacia | 1.ª           | 2010-11       | -   | -   | -  | -  | 1  | 2  | 1   | 2   | 2.00 |
| G. N. K. Dinamo Zagreb · Croacia | Total club    | Total club    | 81  | 42  | 16 | 10 | 31 | 11 | 128 | 63  | 0.49 |
| VfL Wolfsburgo · Alemania        | 1.ª           | 2010-11       | 24  | 8   | 3  | 0  | -  | -  | 27  | 8   | 0.30 |
| VfL Wolfsburgo · Alemania        | 1.ª           | 2011-12       | 32  | 12  | 1  | 0  | -  | -  | 33  | 12  | 0.36 |
| VfL Wolfsburgo · Alemania        | Total club    | Total club    | 56  | 20  | 4  | 0  | 0  | 0  | 60  | 20  | 0.33 |
| Bayern de Múnich · Alemania      | 1.ª           | 2012-13       | 24  | 15  | 6  | 4  | 10 | 3  | 40  | 22  | 0.55 |
| Bayern de Múnich · Alemania      | 1.ª           | 2013-14       | 30  | 18  | 5  | 4  | 13 | 4  | 48  | 26  | 0.54 |
| Bayern de Múnich · Alemania      | Total club    | Total club    | 54  | 33  | 11 | 8  | 23 | 7  | 88  | 48  | 0.55 |
| Atlético de Madrid · España      | 1.ª           | 2014-15       | 28  | 12  | 5  | 3  | 10 | 5  | 43  | 20  | 0.47 |
| Atlético de Madrid · España      | Total club    | Total club    | 28  | 12  | 5  | 3  | 10 | 5  | 43  | 20  | 0.47 |
| Juventus de Turín · Italia       | 1.ª           | 2015-16       | 27  | 10  | 4  | 1  | 5  | 2  | 36  | 13  | 0.36 |
| Juventus de Turín · Italia       | 1.ª           | 2016-17       | 34  | 7   | 5  | 1  | 11 | 3  | 50  | 11  | 0.22 |
| Juventus de Turín · Italia       | 1.ª           | 2017-18       | 32  | 5   | 5  | 1  | 6  | 4  | 43  | 10  | 0.23 |
| Juventus de Turín · Italia       | 1.ª           | 2018-19       | 25  | 9   | 0  | 0  | 8  | 1  | 33  | 10  | 0.30 |
| Juventus de Turín · Italia       | 1.ª           | 2019-20       | 0   | 0   | 0  | 0  | 0  | 0  | 0   | 0   | 0.00 |
| Juventus de Turín · Italia       | Total club    | Total club    | 118 | 31  | 14 | 3  | 30 | 10 | 162 | 44  | 0.27 |
| Al-Duhail S. C. Catar            | 1.ª           | 2019-20       | 5   | 0   | 3  | 1  | 2  | 1  | 10  | 2   | 0.20 |
| Al-Duhail S. C. Catar            | Total club    | Total club    | 5   | 0   | 3  | 1  | 2  | 1  | 10  | 2   | 0.20 |
| A. C. Milan · Italia             | 1.ª           | 2020-21       | 10  | 0   | 0  | 0  | 1  | 0  | 11  | 0   | 0.00 |
| A. C. Milan · Italia             | Total club    | Total club    | 10  | 0   | 0  | 0  | 1  | 0  | 11  | 0   | 0.00 |
| Total carrera                    | Total carrera | Total carrera | 421 | 166 | 57 | 28 | 99 | 34 | 578 | 228 | 0.39 |
| 1. 2. 3.                         |               |               |     |     |    |    |    |    |     |     |      |

### Selección nacional
Actualizado al último partido jugado el 15 de julio de 2018.
| Selección | Año   | Amistosos | Amistosos | Eurocopa | Eurocopa | Eliminatorias Europeas | Eliminatorias Europeas | Mundial | Mundial | Eliminatorias Mundialistas | Eliminatorias Mundialistas | Total | Total |
| Selección | Año   | Part.     | Goles     | Part.    | Goles    | Part.                  | Goles                  | Part.   | Goles   | Part.                      | Goles                      | Part. | Goles |
| --------- | ----- | --------- | --------- | -------- | -------- | ---------------------- | ---------------------- | ------- | ------- | -------------------------- | -------------------------- | ----- | ----- |
| Croacia   |       |           |           |          |          |                        |                        |         |         |                            |                            |       |       |
| 2007      | 0     | 0         | -         | -        | 1        | 0                      | -                      | -       | -       | -                          | 1                          | 0     |       |
| 2008      | 0     | 0         | -         | -        | -        | -                      | -                      | -       | 3       | 1                          | 3                          | 1     |       |
| 2009      | 1     | 0         | -         | -        | -        | -                      | -                      | -       | 5       | 0                          | 6                          | 0     |       |
| 2010      | 5     | 1         | -         | -        | 3        | 0                      | -                      | -       | -       | -                          | 8                          | 1     |       |
| 2011      | 1     | 0         | -         | -        | 7        | 3                      | -                      | -       | -       | -                          | 8                          | 3     |       |
| 2012      | 4     | 0         | 3         | 3        | -        | -                      | -                      | -       | 4       | 1                          | 11                         | 4     |       |
| 2013      | 2     | 1         | -         | -        | -        | -                      | -                      | -       | 8       | 3                          | 10                         | 4     |       |
| 2014      | 4     | 2         | -         | -        | 4        | 0                      | 2                      | 2       | -       | -                          | 10                         | 4     |       |
| 2015      | 2     | 2         | -         | -        | 4        | 1                      | -                      | -       | -       | -                          | 6                          | 3     |       |
| 2016      | 4     | 5         | 3         | 0        | -        | -                      | -                      | -       | 4       | 4                          | 11                         | 9     |       |
| 2017      | 0     | 0         | -         | -        | -        | -                      | -                      | -       | 7       | 1                          | 7                          | 1     |       |
| 2018      | 2     | 0         | -         | -        | -        | -                      | 6                      | 3       | -       | -                          | 8                          | 3     |       |
| Total     | Total | 25        | 11        | 6        | 3        | 19                     | 4                      | 8       | 5       | 31                         | 10                         | 89    | 33    |

### Resumen estadístico
| Competición             | Partidos | Goles | Promedio |
| ----------------------- | -------- | ----- | -------- |
| Ligas                   | 413      | 166   | 0,43     |
| Copas nacionales        | 54       | 27    | 0,50     |
| Torneos internacionales | 95       | 35    | 0,35     |
| Selección de Croacia    | 89       | 33    | 0,37     |
| Total                   | 651      | 262   | 0,40     |

### Hat-tricks
| 1 | 17 de agosto de 2008    | Maksimir             | Dinamo Zagreb - HNK Cibalia     |  | 6 - 0  | Liga de Croacia 2008-09            |
| 2 | 27 de febrero de 2010   | Maksimir             | Dinamo Zagreb - NK Croatia      |  | 6 - 0  | Liga de Croacia 2009-10            |
| 3 | 12 de febrero de 2014   | Volksparkstadion     | Bayern Múnich - Hamburgo        |  | 0 - 5  | Copa de Alemania 2013-14           |
| 4 | 26 de noviembre de 2014 | Vicente Calderón     | Atlético de Madrid - Olympiacos |  | 4 - 0  | Liga de Campeones 2014-15          |
| 5 | 4 de junio de 2016      | Stadion Rujevica     | Croacia - San Marino            |  | 10 - 0 | Amistoso                           |
| 6 | 6 de octubre de 2016    | Stadiumi Loro Boriçi | Croacia - Kosovo                |  | 0 - 6  | Clasificación para el Mundial 2018 |

## Palmarés

### Títulos nacionales
| Título                | Club                   | País     | Año     |
| --------------------- | ---------------------- | -------- | ------- |
| Prva HNL              | G. N. K. Dinamo Zagreb | Croacia  | 2007-08 |
| Copa de Croacia       | G. N. K. Dinamo Zagreb | Croacia  | 2008    |
| Prva HNL              | G. N. K. Dinamo Zagreb | Croacia  | 2008-09 |
| Copa de Croacia       | G. N. K. Dinamo Zagreb | Croacia  | 2009    |
| Prva HNL              | G. N. K. Dinamo Zagreb | Croacia  | 2009-10 |
| Supercopa de Alemania | Bayern de Múnich       | Alemania | 2012    |
| Bundesliga            | Bayern de Múnich       | Alemania | 2012-13 |
| Copa de Alemania      | Bayern de Múnich       | Alemania | 2012-13 |
| Bundesliga            | Bayern de Múnich       | Alemania | 2013-14 |
| Copa de Alemania      | Bayern de Múnich       | Alemania | 2013-14 |
| Supercopa de España   | Atlético de Madrid     | España   | 2014    |
| Supercopa de Italia   | Juventus F. C.         | Italia   | 2015    |
| Serie A               | Juventus F. C.         | Italia   | 2015-16 |
| Copa Italia           | Juventus F. C.         | Italia   | 2015-16 |
| Copa Italia           | Juventus F. C.         | Italia   | 2016-17 |
| Serie A               | Juventus F. C.         | Italia   | 2016-17 |
| Copa Italia           | Juventus F. C.         | Italia   | 2017-18 |
| Serie A               | Juventus F. C.         | Italia   | 2017-18 |
| Supercopa de Italia   | Juventus F. C.         | Italia   | 2018    |
| Serie A               | Juventus F. C.         | Italia   | 2018-19 |

### Títulos internacionales
| Título                       | Club             | Sede      | Año     |
| ---------------------------- | ---------------- | --------- | ------- |
| Liga de Campeones de la UEFA | Bayern de Múnich | Londres   | 2012-13 |
| Supercopa de Europa          | Bayern de Múnich | Praga     | 2013    |
| Copa Mundial de Clubes       | Bayern de Múnich | Marruecos | 2013    |

### Distinciones individuales
| Distinción                     | Año  |
| ------------------------------ | ---- |
| Máximo goleador de la Prva HNL | 2009 |
| Mejor jugador de la Prva HNL   | 2009 |
| Bota de Bronce de la Eurocopa  | 2012 |
| Futbolista del año en Croacia  | 2012 |
| Futbolista del año en Croacia  | 2013 |
| Deportista croata del Año      | 2013 |